# Mladen II Šubić
Mladen II Šubić , död 1341, var Bosniens regent från 1304 till 1322.